# 站前街道 (辽阳市)
站前街道，是中华人民共和国辽宁省辽阳市白塔区下辖的一个乡镇级行政单位。2020年4月，将站前街道、星火街道、武圣街道、文圣街道、襄平街道合并为文圣街道。

## 行政区划
站前街道下辖以下地区：
新梅社区、公路社区和六一社区。